# Katorga
Katorga (do grego katergon, galé) foi um sistema prisional da Rússia Imperial. Os prisioneiros eram mandados a remotos campos desabitados da Sibéria e forçados ao trabalho escravo. Este sistema começou no século XVII e foi apropriado pelos bolcheviques depois da Revolução Russa e transformados no gulag.